# Eleições legislativas portuguesas de 2005 na Madeira
| Eleições legislativas portuguesas de 2005 Distritos: Aveiro \| Beja \| Braga \| Bragança \| Castelo Branco \| Coimbra \| Évora \| Faro \| Guarda \| Leiria \| Lisboa \| Portalegre \| Porto \| Santarém \| Setúbal \| Viana do Castelo \| Vila Real \| Viseu \| Açores \| Madeira \| Estrangeiro |

## Resultados por Concelho
Os resultados nos concelhos da Região Autónoma da Madeira foram os seguintes:

### Calheta
| Partido                 | Partido                        | Votos  | %               | +/-  |
| ----------------------- | ------------------------------ | ------ | --------------- | ---- |
|                         | Partido Social Democrata       | 4 363  | 64,77 / 100,00  | 3,44 |
|                         | Partido Socialista             | 1 026  | 15,23 / 100,00  | 6,91 |
|                         | Partido Popular                | 880    | 13,06 / 100,00  | 6,32 |
|                         | Bloco de Esquerda              | 97     | 1,44 / 100,00   | 0,45 |
|                         | Coligação Democrática Unitária | 78     | 1,16 / 100,00   | 0,43 |
|                         | Outros                         | 138    | 2,05 / 100,00   |      |
| Votos Inválidos         | Votos Inválidos                | 154    | 2,29 / 100,00   | 0,29 |
| Total                   | Total                          | 6 736  | 100,00 / 100,00 |      |
| Eleitorado/Participação | Eleitorado/Participação        | 11 013 | 61,16 / 100,00  | 1,47 |

### Câmara de Lobos
| Partido                 | Partido                        | Votos  | %               | +/-  |
| ----------------------- | ------------------------------ | ------ | --------------- | ---- |
|                         | Partido Social Democrata       | 8 803  | 56,02 / 100,00  | 9,32 |
|                         | Partido Socialista             | 4 070  | 25,90 / 100,00  | 8,55 |
|                         | Partido Popular                | 970    | 6,17 / 100,00   | 4,22 |
|                         | Coligação Democrática Unitária | 526    | 3,35 / 100,00   | 1,29 |
|                         | Bloco de Esquerda              | 383    | 2,44 / 100,00   | 0,53 |
|                         | Partido da Nova Democracia     | 229    | 1,46 / 100,00   | Novo |
|                         | PCTP/MRPP                      | 208    | 1,32 / 100,00   | 0,71 |
|                         | Outros                         | 98     | 0,62 / 100,00   |      |
| Votos Inválidos         | Votos Inválidos                | 428    | 2,72 / 100,00   | 0,38 |
| Total                   | Total                          | 15 715 | 100,00 / 100,00 |      |
| Eleitorado/Participação | Eleitorado/Participação        | 26 865 | 58,50 / 100,00  | 2,05 |

### Funchal
| Partido                 | Partido                        | Votos   | %               | +/-  |
| ----------------------- | ------------------------------ | ------- | --------------- | ---- |
|                         | Partido Social Democrata       | 23 592  | 38,21 / 100,00  | 8,18 |
|                         | Partido Socialista             | 23 507  | 38,07 / 100,00  | 9,23 |
|                         | Partido Popular                | 4 226   | 6,84 / 100,00   | 6,02 |
|                         | Coligação Democrática Unitária | 3 243   | 5,25 / 100,00   | 1,39 |
|                         | Bloco de Esquerda              | 3 177   | 5,15 / 100,00   | 0,45 |
|                         | Partido da Nova Democracia     | 984     | 1,59 / 100,00   | Novo |
|                         | PCTP/MRPP                      | 869     | 1,41 / 100,00   | 0,58 |
|                         | Outros                         | 394     | 0,64 / 100,00   |      |
| Votos Inválidos         | Votos Inválidos                | 1 747   | 2,83 / 100,00   | 0,30 |
| Total                   | Total                          | 61 739  | 100,00 / 100,00 |      |
| Eleitorado/Participação | Eleitorado/Participação        | 100 555 | 61,40 / 100,00  | 2,87 |

### Machico
| Partido                 | Partido                        | Votos  | %               | +/-  |
| ----------------------- | ------------------------------ | ------ | --------------- | ---- |
|                         | Partido Socialista             | 6 010  | 51,49 / 100,00  | 8,95 |
|                         | Partido Social Democrata       | 4 501  | 38,56 / 100,00  | 8,74 |
|                         | Partido Popular                | 291    | 2,49 / 100,00   | 3,39 |
|                         | Bloco de Esquerda              | 274    | 2,35 / 100,00   | 0,83 |
|                         | Coligação Democrática Unitária | 174    | 1,49 / 100,00   | 0,71 |
|                         | Outros                         | 202    | 1,73 / 100,00   |      |
| Votos Inválidos         | Votos Inválidos                | 221    | 1,90 / 100,00   | 0,37 |
| Total                   | Total                          | 11 673 | 100,00 / 100,00 |      |
| Eleitorado/Participação | Eleitorado/Participação        | 19 734 | 59,15 / 100,00  | 2,20 |

### Ponta do Sol
| Partido                 | Partido                        | Votos | %               | +/-   |
| ----------------------- | ------------------------------ | ----- | --------------- | ----- |
|                         | Partido Social Democrata       | 2 624 | 53,96 / 100,00  | 9,28  |
|                         | Partido Socialista             | 1 472 | 30,27 / 100,00  | 13,47 |
|                         | Partido Popular                | 360   | 7,40 / 100,00   | 8,21  |
|                         | Bloco de Esquerda              | 120   | 2,47 / 100,00   | 0,92  |
|                         | Coligação Democrática Unitária | 65    | 1,34 / 100,00   | 0,67  |
|                         | Partido da Nova Democracia     | 59    | 1,21 / 100,00   | Novo  |
|                         | Outros                         | 74    | 1,52 / 100,00   |       |
| Votos Inválidos         | Votos Inválidos                | 89    | 1,83 / 100,00   | 0,21  |
| Total                   | Total                          | 4 863 | 100,00 / 100,00 |       |
| Eleitorado/Participação | Eleitorado/Participação        | 8 005 | 60,75 / 100,00  | 0,89  |

### Porto Moniz
| Partido                 | Partido                  | Votos | %               | +/-  |
| ----------------------- | ------------------------ | ----- | --------------- | ---- |
|                         | Partido Social Democrata | 1 254 | 59,83 / 100,00  | 3,85 |
|                         | Partido Socialista       | 634   | 30,25 / 100,00  | 6,70 |
|                         | Partido Popular          | 77    | 3,67 / 100,00   | 5,03 |
|                         | Bloco de Esquerda        | 21    | 1,00 / 100,00   | 0,03 |
|                         | Outros                   | 42    | 2,01 / 100,00   |      |
| Votos Inválidos         | Votos Inválidos          | 68    | 3,25 / 100,00   | 0,98 |
| Total                   | Total                    | 2 096 | 100,00 / 100,00 |      |
| Eleitorado/Participação | Eleitorado/Participação  | 3 162 | 66,29 / 100,00  | 0,22 |

### Porto Santo
| Partido                 | Partido                  | Votos | %               | +/-  |
| ----------------------- | ------------------------ | ----- | --------------- | ---- |
|                         | Partido Social Democrata | 1 314 | 47,76 / 100,00  | 8,86 |
|                         | Partido Socialista       | 1 153 | 41,91 / 100,00  | 8,31 |
|                         | Partido Popular          | 87    | 3,16 / 100,00   | 2,28 |
|                         | Bloco de Esquerda        | 47    | 1,71 / 100,00   | 0,94 |
|                         | Outros                   | 67    | 2,44 / 100,00   |      |
| Votos Inválidos         | Votos Inválidos          | 83    | 3,01 / 100,00   | 0,49 |
| Total                   | Total                    | 2 751 | 100,00 / 100,00 |      |
| Eleitorado/Participação | Eleitorado/Participação  | 4 261 | 64,56 / 100,00  | 4,94 |

### Ribeira Brava
| Partido                 | Partido                        | Votos  | %               | +/-  |
| ----------------------- | ------------------------------ | ------ | --------------- | ---- |
|                         | Partido Social Democrata       | 4 242  | 59,16 / 100,00  | 8,40 |
|                         | Partido Socialista             | 1 692  | 23,60 / 100,00  | 9,72 |
|                         | Partido Popular                | 477    | 6,65 / 100,00   | 4,98 |
|                         | Bloco de Esquerda              | 158    | 2,20 / 100,00   | 0,21 |
|                         | Coligação Democrática Unitária | 140    | 1,95 / 100,00   | 0,73 |
|                         | Partido da Nova Democracia     | 88     | 1,20 / 100,00   | Novo |
|                         | PCTP/MRPP                      | 75     | 1,05 / 100,00   | 0,44 |
|                         | Outros                         | 62     | 0,86 / 100,00   |      |
| Votos Inválidos         | Votos Inválidos                | 238    | 3,32 / 100,00   | 0,63 |
| Total                   | Total                          | 7 170  | 100,00 / 100,00 |      |
| Eleitorado/Participação | Eleitorado/Participação        | 11 953 | 59,98 / 100,00  | 1,31 |

### Santa Cruz
| Partido                 | Partido                        | Votos  | %               | +/-   |
| ----------------------- | ------------------------------ | ------ | --------------- | ----- |
|                         | Partido Social Democrata       | 7 605  | 40,82 / 100,00  | 11,92 |
|                         | Partido Socialista             | 7 020  | 37,68 / 100,00  | 11,16 |
|                         | Partido Popular                | 1 226  | 6,58 / 100,00   | 6,04  |
|                         | Bloco de Esquerda              | 821    | 4,41 / 100,00   | 1,71  |
|                         | Coligação Democrática Unitária | 713    | 3,83 / 100,00   | 1,79  |
|                         | Partido da Nova Democracia     | 263    | 1,41 / 100,00   | Novo  |
|                         | PCTP/MRPP                      | 239    | 1,28 / 100,00   | 0,45  |
|                         | Outros                         | 128    | 0,69 / 100,00   |       |
| Votos Inválidos         | Votos Inválidos                | 614    | 3,29 / 100,00   | 0,75  |
| Total                   | Total                          | 18 629 | 100,00 / 100,00 |       |
| Eleitorado/Participação | Eleitorado/Participação        | 28 093 | 66,31 / 100,00  | 3,69  |

### Santana
| Partido                 | Partido                        | Votos | %               | +/-  |
| ----------------------- | ------------------------------ | ----- | --------------- | ---- |
|                         | Partido Social Democrata       | 3 212 | 60,43 / 100,00  | 3,50 |
|                         | Partido Socialista             | 1 303 | 24,52 / 100,00  | 5,29 |
|                         | Partido Popular                | 304   | 5,72 / 100,00   | 5,35 |
|                         | Bloco de Esquerda              | 115   | 2,16 / 100,00   | 0,77 |
|                         | Coligação Democrática Unitária | 66    | 1,24 / 100,00   | 0,22 |
|                         | Partido da Nova Democracia     | 57    | 1,07 / 100,00   | Novo |
|                         | Outros                         | 97    | 1,83 / 100,00   |      |
| Votos Inválidos         | Votos Inválidos                | 161   | 3,03 / 100,00   | 0,26 |
| Total                   | Total                          | 5 315 | 100,00 / 100,00 |      |
| Eleitorado/Participação | Eleitorado/Participação        | 8 851 | 60,05 / 100,00  | 3,31 |

### São Vicente
| Partido                 | Partido                  | Votos | %               | +/-   |
| ----------------------- | ------------------------ | ----- | --------------- | ----- |
|                         | Partido Social Democrata | 1 864 | 52,46 / 100,00  | 7,38  |
|                         | Partido Socialista       | 1 183 | 33,30 / 100,00  | 13,96 |
|                         | Partido Popular          | 237   | 6,67 / 100,00   | 7,89  |
|                         | Bloco de Esquerda        | 50    | 1,41 / 100,00   | 0,40  |
|                         | Outros                   | 109   | 3,07 / 100,00   |       |
| Votos Inválidos         | Votos Inválidos          | 110   | 3,10 / 100,00   | 0,27  |
| Total                   | Total                    | 3 553 | 100,00 / 100,00 |       |
| Eleitorado/Participação | Eleitorado/Participação  | 6 241 | 56,93 / 100,00  | 2,02  |